# 観音寺 (東大阪市西岩田)
観音寺（かんのんじ）は、大阪府東大阪市西岩田にある真言宗の寺院。山号は法蔵山。本尊は十一面観音菩薩。「岩田観音」の愛称で知られる。河内西国霊場19番札所。

## 歴史
1752年（宝暦2年）に創建。河内国岩田村である当地に智興尼という尼僧が庵を築いたのが始まりである。ここを拠点として、近隣の民衆はもちろん河内全体の人々の救済と教化にあたったとされる。
智興尼は真言宗の高僧・慈雲尊者の尼僧としての一番弟子で、四天王寺で行われた聖徳太子の糞掃衣を親験し、験刺縫相の役を勤めた。

## 境内
- 本堂 - 建立時不明。本尊は弘法大師作との伝にて長谷寺式の十一面観音菩薩で右手に錫杖を持ち、光背には地蔵菩薩の種字が入っているため、十一面地蔵観音と称している。脇侍は難陀龍王・雨宝童子。
- 持佛堂（位牌堂） - 本尊は高野山弘法大師・愛染明王・不動明王。
- 水子地蔵群（水子地蔵・延命地蔵）
- 六地蔵
- 願掛け地蔵
- 修行大師像
- 納骨堂
- 十三重之塔
- 七福神石像
- 貴之高稲荷大明神

## 交通
- 近鉄奈良線「若江岩田駅」より徒歩で約10分。